# Szczegłowskij
Szczegłowskij (ros. Щегловский) – osiedle w Rosji, w obwodzie kemerowskim, w rejonie kemerowskim. W 2010 liczyło 1070 mieszkańców, wśród których 1016 zadeklarowało narodowość rosyjską, 6 ukraińską, 3 białoruską, 8 niemiecką, 9 ormiańską, 12 tatarską, 4 czuwaską, 3 azerską, 3 komi-permiacką, a 10 osób nie wskazało żadnej.